# Млака-при-Кочев'ю
Млака-при-Кочев'ю (словен. Mlaka pri Kočevju) — поселення в общині Кочев'є, регіон Південно-Східна Словенія, Словенія. Висота над рівнем моря: 479,1 м.